# Suad Fileković
Suad Fileković, slovenski nogometaš, * 16. september, 1978, Ljubljana.
Fileković je člansko kariero začel v klubu NK Olimpija, v slovenski ligi je igral še za Maribor in Železničar. V prvi slovenski ligi je skupno odigral 222 prvenstvenih tekem in dosegel 8 golov. Ob tem je igral še v hrvaški, grški, belgijski, ruski, angleški in izraelski ligi.
Za slovensko reprezentanco je med letoma 2002 in 2012 odigral štirinajst uradnih tekem. Bil je v postavi za Svetovno prvenstvo 2010, toda ni zaigral.